# Campionato europeo femminile di pallacanestro Under-18 Division C 2005
Il Campionato europeo femminile di pallacanestro Under-18 2005 di Division C (noto anche come FIBA U18 Women's European Championship Division C 2005) si è svolto in Scozia.

## Squadre partecipanti
- Albania
- Andorra
- Galles
- Gibilterra

- Lussemburgo
- Malta
- Monaco
- Scozia

## Prima Fase

### Girone A
| Pos | Squadra     | G | V | P | PF  | PS  | DP   | Pt |
| --- | ----------- | - | - | - | --- | --- | ---- | -- |
| 1   | Lussemburgo | 3 | 3 | 0 | 237 | 110 | +127 | 6  |
| 2   | Albania     | 3 | 2 | 1 | 294 | 166 | +128 | 5  |
| 3   | Galles      | 3 | 1 | 2 | 105 | 209 | −104 | 4  |
| 4   | Gibilterra  | 3 | 0 | 3 | 98  | 249 | −151 | 3  |

| 11 luglio 2005 | Gibilterra | 49 – 116 | Albania |  |

| 11 luglio 2005 | Galles | 26 – 66 | Lussemburgo |  |

| 12 luglio 2005 | Lussemburgo | 94 – 16 | Gibilterra |  |

| 12 luglio 2005 | Albania | 110 – 40 | Galles |  |

| 13 luglio 2005 | Galles | 39 – 33 | Gibilterra |  |

| 13 luglio 2005 | Lussemburgo | 77 – 68 | Albania |  |

### Gruppo B
| Pos | Squadra | G | V | P | PF  | PS  | DP   | Pt |
| --- | ------- | - | - | - | --- | --- | ---- | -- |
| 1   | Scozia  | 3 | 3 | 0 | 218 | 91  | +127 | 6  |
| 2   | Malta   | 3 | 2 | 1 | 169 | 110 | +59  | 5  |
| 3   | Andorra | 3 | 1 | 2 | 94  | 152 | −58  | 4  |
| 4   | Monaco  | 3 | 0 | 3 | 78  | 206 | −128 | 3  |

| 11 luglio 2005 | Scozia | 55 – 37 | Malta |  |

| 11 luglio 2005 | Andorra | 33 – 30 | Monaco |  |

| 12 luglio 2005 | Andorra | 27 – 62 | Scozia |  |

| 12 luglio 2005 | Monaco | 21 – 72 | Malta |  |

| 13 luglio 2005 | Scozia | 101 – 27 | Monaco |  |

| 13 luglio 2005 | Malta | 60 – 34 | Andorra |  |

## Seconda Fase

### Semifinali
- 5º - 8º posto

| 15 luglio 2005 | Andorra | 36 – 25 | Gibilterra |  |

| 15 luglio 2005 | Galles | 28 – 44 | Monaco |  |

- 1º - 4º posto

| 15 luglio 2005 | Scozia | 99 – 63 | Albania |  |

| 15 luglio 2005 | Lussemburgo | 68 – 66 | Malta |  |

### Finali
- 7º - 8º posto

| 16 luglio 2005 | Galles | 46 – 54 | Gibilterra |  |

- 5º - 6º posto

| 16 luglio 2005 | Monaco | 37 – 43 | Andorra |  |

- 3º - 4º posto

| 16 luglio 2005 | Malta | 62 – 72 | Albania |  |

- 1º - 2º posto

| 16 luglio 2005 | Lussemburgo | 57 – 59 | Scozia |  |

## Classifica finale
| Pos     | Team        |
| ------- | ----------- |
| Oro     | Scozia      |
| Argento | Lussemburgo |
| Bronzo  | Albania     |
| 4       | Malta       |
| 5       | Andorra     |
| 6       | Monaco      |
| 7       | Gibilterra  |
| 8       | Galles      |